# Podarcis melisellensis
Podarcis melisellensis es una especie de saurópsido escamoso de la familia de los lacértidos.

## Hábitat y distribución geográfica
Su hábitat natural son los bosques templados, vegetación arbustiva de tipo mediterráneo, zonas rocosas y pastos. Se encuentra en Albania, Bosnia y Herzegovina, Croacia, Italia, Serbia y Montenegro, y Eslovenia.

## Descripción
P. melisellensis miden hasta 65 mm de longitud hocico-cloaca siendo su cola aproximadamente el doble de largo que el cuerpo. La puesta es de unos 2 a 8 huevos de los que salen las crías midiendo alrededor de 25 mm de longitud hocico-cloaca. Presentan tres tipos de coloración en la parte ventral: amarillo, naranja y blanco.

## Reproducción
Los machos con patrones de coloración naranja son más dominantes respecto a los otros morfos durante la competición intrasexual.